# Fort Lauderdale (stacja kolejowa)
Fort Lauderdale – stacja kolejowa w Fort Lauderdale, w stanie Floryda, w Stanach Zjednoczonych. Jest obsługiwana przez Tri-Rail i Amtrak. Stacja znajduje się na Southwest 21st Terrace, na południe od West Broward Boulevard.

## Historia
Pierwotna stacja, który jest używana przez Amtrak, jest dawną stacją Seaboard Air Line Railroad, wybudowaną w 1927 roku. Zaprojektowana w stylu śródziemnomorskim przez Gustava Maassa z biura architektonicznego z West Palm Beach firma Harvey & Clarke, jest praktycznie identyczna do stacji Hollywood na południu. Stacja zajęła miejsce tymczasowego budynku, który zostały szybko wzniesiony w końcu 1926 roku, aby przywitać w styczniu 1927 przyjazd pierwszego pociągu pasażerskiego Seaboard w South Florida, Orange Blossom Special.
Stacja była obsługiwana przez Orange Blossom Special do 1953 roku, a wśród innych pociągów to: Silver Meteor w 1939 roku. Amtrak utrzymuje usługi Silver Meteor do stacji, kiedy przejął pasażerskie pociągi intercity w 1971 roku. Zarówno Silver Meteor i Silver Star nadal korzysta z dworca.
Stacja składa się z poczekalni na północnym końcu i przechowalni bagażu w części środkowej. Na południowym krańcu znajduje się sala towarowa, która jest używana przez CSX, następcę Seaboard.